# Muddanaghatta, Mandya
Muddanaghatta là một làng thuộc tehsil Mandya, huyện Mandya, bang Karnataka, Ấn Độ.